# Sergueï Sokolov-Kretchetov
Pour les articles homonymes, voir Sergueï Sokolov.
Œuvres principales
Livre rouge
Sergueï Sokolov-Kretchetov (en russe Соколов, Сергей Алексеевич, dit Соколов-Кречетов), né le 25 septembre 1875 (7 octobre dans le calendrier grégorien) à Moscou et mort le 14 mai 1936 à Paris 13e, est un poète et éditeur russe. Fondateur et rédacteur en chef des éditions symbolistes « Grif » (1903-1914), et de l'almanach « Grif ». Il est l'un des idéologues du « Mouvement blanc » et directeur de la revue Toison d'or, en 1906.

## Biographie
Sergueï Sokolov-Kretchetov naît à Moscou dans une famille d'avoués, notaires à Moscou. En 1897, il termine avec distinction le Premier lycée classique de Moscou puis finit ses études à la faculté de droit de l'Université d'État de Moscou avec un diplôme de premier degré en 1901. De 1897 à 1911 la poétesse Nina Petrovskaïa est son épouse et l'assiste dans ses travaux d'éditeur comme collaboratrice.  
À sa sortie d'université, il travaille comme avocat. Dans l'orbite du symbolisme russe, il fonde les éditions « Grif » en 1903, qui publient ses premiers poèmes. Durant les dix années suivantes, ces éditions publient les œuvres des principaux symbolistes : Alexandre Blok, Constantin Balmont, Andreï Biély, Fiodor Sologoub, Vladislav Khodassevitch, Maximilian Volochine, Innokenti Annenski, Igor Severianine, qui, idéologiquement, sont en opposition avec les « Éditions Scorpion » de Valéri Brioussov, Sergueï Poliakov et Iougris Baltrouchaitis. Il publie sous le pseudonyme de Sergueï Kretchetov.
À partir de 1904, Sergueï Sokolov-Kretchetov est conseiller, membre du Zemstvo du gouvernement de Moscou. Durant la première moitié de l'année 1906, il prend part à la création de la revue Toison d'or, dont il est le directeur ; Nikolaï Riabouchinski en est le mécène et le responsable en titre. Mais, dès le mois de juillet 1906, il quitte la revue et, en novembre de la même année, il crée la revue Pereval qui n'existe que durant une seule année.
De 1905 à 1907, Sergueï Sokolov-Kretchetov prend part aux activités du Parti constitutionnel démocratique ; en 1907, il publie son premier recueil : Livre rouge ; de 1907 à 1914, il dirige le département littéraire du journal moscovite, « L'heure (Tchas) » ; à partir de 1908, il travaille comme avoué au tribunal du district de Moscou ; en 1910 les éditions « Grif » éditent le deuxième recueil de poèmes en vers de Kretchetov : Le Hollandais volant.
Au début de la Première Guerre mondiale, il s'engage comme volontaire pour le front puis, en 1915, il met son expérience militaire sous forme littéraire dans son livre Avec du fer dans les mains et une croix sur le cœur. Récit d'un officier (1915). La même année, il est blessé et tombe aux mains des Allemands, prisonnier pendant deux ans. Après la signature du Traité de Brest-Litovsk, il est envoyé à Moscou. En 1919—1920, il sert dans l'Armée des volontaires et s'exprime dans des publications idéologues comme Mouvement blanc.
En 1920, Sokolov-Krechetov émigre à Paris puis, en 1922, à Berlin, où il dirige les éditions « Cavalier d'airain » (en russe medny vsadnik), qui fait paraître son troisième recueil de poésies, Anneau de fer. Il est cofondateur de la Confrérie de la Vérité Russe. À partir de 1934, il s'installe à nouveau à Paris où il meurt au mois de mai 1936.
L'épouse de Sokolov-Krechetov est la poétesse Nina Petrovskaïa.

## Bibliographie

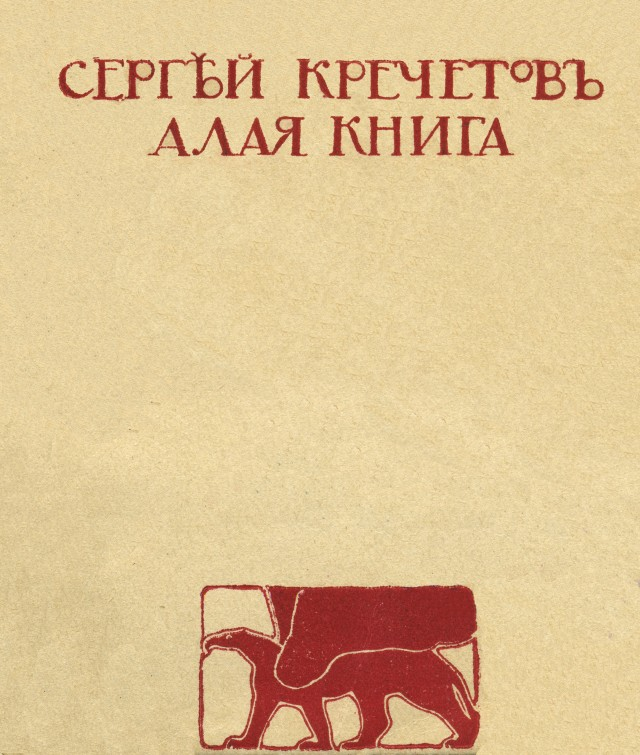
« Livre rouge », 1907.

## Littérature
- (ru) A. S. Dobkine /Добкин А. И. С. А. Соколов-Кречетов: От «Золотого Руна» к «Русской Правде» // In memoriam: Исторический сборник памяти А. И. Добкина. СПб.; Париж, 2000. De la « Toison d'or » à la « Vérite russe ». Recueil de Dobkine, Paris 2000
- (ru)Автобиография С. А. Кречетова-Соколова, 2 июля 1932 г. // Шевеленко Ирина. Материалы о русской эмиграции 1920—1930-х гг. в собрании баронессы М. Д. Врангель (Архив Гуверовского института в Стэнфорде). Stanford, 1995. (Autobiographie de Sergueï Sokolov-Kretchetov).
- (ru) Oleg Boudnitski Будницкий О. В. Братство Русской Правды — последний литературный проект С. А. Соколова-Кречетова // НЛО. — 2003. — № 64. (Confrérie de la Vérité russe - dernier projet littéraire de Kretchetov).